# ماریت میکلزپلاس
ماریت میکلزپلاس (انگلیسی: Marit Mikkelsplass؛ زادهٔ ۲۲ فوریهٔ ۱۹۶۵) اسکی‌باز صحرانوردی اهل نروژ است.